# Operación Amanecer 5
La Operación Amanecer 5 (también llamada Operación Valfajr 5) fue una ofensiva de Irán durante la Guerra Irán-Irak contra Irak. El objetivo de la ofensiva era contra los III y IV Cuerpos del Ejército de Irak cerca de Basora; fue entre los Cuerpos de la Guardia Revolucionaria Islámica (CGRI, también llamados Pasdaran) y la milicia Basij contra el ejército iraquí. En las fases iniciales había una fuerza estimada de 500,000 Pasdaran y Basij, usando botes planos o a pie, se movilizaron hasta pocos kilómetros de la estratégica carretera Basora-Bagdad. Los iraníes carecían de artillería, apoyo aéreo y protección armada, mientras los iraquíes estaban bien equipados. Los ejércitos se infligieron 25,000 bajas el uno al otro y los iraníes fallaron su objetivo. Esta operación fue la más grande de las operaciones Amaneceres.         